# Aérodrome de Montluçon - Domérat
L’aérodrome de Montluçon - Domérat (code OACI : LFLT) est un aérodrome agréé à usage restreint, situé sur la commune de Domérat à 3 km au nord-ouest de Montluçon dans l’Allier (région Auvergne-Rhône-Alpes, France).
Il est aussi prénommé aérodrome de Villars,.
Il est utilisé pour la pratique d’activités de loisirs et de tourisme (aviation légère et aéromodélisme).

## Histoire
Au début du XXe siècle, le terrain est un champ de manœuvre militaire. En 1925, les militaires étant trop peux nombreux, la ville reprendra l'aérodrome.

## Installations
L’aérodrome dispose d’une piste bitumée orientée est-ouest (11/29), longue de 1 000 m et large de 30.
L’aérodrome n’est pas contrôlé. Les communications s’effectuent en auto-information sur la fréquence de 123,500 MHz.

## Activités
- Aéro-club de Montluçon-Domérat (Issue de la fusion en 2022 de l'aéroclub Les Ailes Montluçonnaises et de l'aéroclub Léon Biancotto)[4]

Depuis quelques années, l'aéro-club propose des vols d'initiation au BIA (Brevet d'initiation aéronautique), en partenariat avec le collège Louis Aragon, à Domérat.